# Aquífero basal
Aquífero basal ou aquífero lenticular (mais raramente lentícula de água doce ou aquífero de Ghyben-Herzberg) é a designação dada às massas de água subterrânea de água doce em equilíbrio hidrodinâmico com a água do mar que se formam nas zonas costeiras constituídas por materiais geológicos de elevada permeabilidade. Estes aquíferos são especialmente frequentes sob pequenas ilhas oceânicas de origem vulcânica, atóis e ilhas de origem coralina. A massa de água doce forma uma lentícula, com limites superior e inferior convexos determinados pela relação de Ghyben-Herzberg, que flutua sobre a massa de água salgada devido à diferença de densidade entre a água doce e a água salgada. Formam-se quando a água da chuva se infiltra através dos solos e materiais geológicos e se acumula sobre a massa de água salgada subjacente formando uma camada de água doce localizada em torno do nível médio do mar. Em muitas regiões costeiras e em quase todas as pequenas ilhas oceânicas este tipo de aquífero é a única origem de água doce facilmente acessível, sendo captada através de poços de maré.

## Descrição
A importância deste tipo de aquífero depende do tamanho e da forma da ilha e, quanto é um lençol freático, da permeabilidade dos materiais que constituem o solo, assim como da precipitação e em consequência da estação do ano.
Por causa da diferença na densidade e da baixa miscibilidade reultante do fluxo laminar no meio poroso, a água doce flutua sobre a água salgada. A parte superior desta lente está sempre ligeiramente acima do nível médio do mar.
A perfuração possibilita a extração de água doce, mas a sobrexploração pode esgotar a água doce disponível. As lentículas de água doce podem ser facilmente poluídas ou contaminadas por produtos químicos dispersos na superfície ou por matéria orgânica proveniente de fossas sépticas e dispositivos similares.